# NGC 3190
NGC 3190 is een spiraalvormig sterrenstelsel in het sterrenbeeld Leeuw. Het hemelobject werd op 12 maart 1784 ontdekt door de Britse astronoom William Herschel.
Het zuidwestelijk gedeelte van dit sterrenstelsel werd onafhankelijk ontdekt door Johnstone Stoney, assistent van de Ierse astronoom William Parsons. Het kreeg het catalogusnummer NGC 3189.
Samen met de stelsels NGC 3185, NGC 3187, en NGC 3193 maakt het stelsel NGC 3190 deel uit van de groep Hickson 44, die door Engelstalige astronomen en amateurastronomen de bijnaam Fab Four Galaxies heeft gekregen.

## Synoniemen
- UGC 5559
- IRAS10153+2204
- MCG 4-24-26
- ZWG 123.37
- Arp 316
- VV 307
- HCG 44A
- PGC 30083